# La Séparation (téléfilm, 2005)
Pour les articles homonymes, voir La Séparation.
Pour plus de détails, voir Fiche technique et Distribution.
La Séparation est un téléfilm documentaire français de François Hanss diffusé en 2005.

## Synopsis
Le film reprend les débats et explique le contexte autour des débats parlementaires sur la loi de séparation des Églises et de l'État en 1905 en France.

## Fiche technique
- Titre : La Séparation.
- Réalisation : François Hanss.
- Scénario : Bruno Fuligni.
- Musique : Sarry Long.
- Société de production : France 3.
- Pays :  France.
- Genre : historique.
- Durée : 80 minutes.
- Première diffusion : 
  -  France : 2 décembre 2005.

## Distribution
- Pierre Arditi : Aristide Briand, le rapporteur de la Commission.
- Michael Lonsdale : Paul Doumer, le président de la Chambre.
- Claude Rich : l'abbé Gayraud.
- Jean-Claude Drouot : Jean Jaurès.
- Jacques Gallo : le comte Armand de Baudry d'Asson.
- Pierre Santini : Maurice Allard.

## Tournage
Le véritable hémicycle du Palais Bourbon a servi de décor au film.